# マックス・ロレンツ
マックス・ロレンツ（Max Lorenz, 本名 Max Sülzenfuß, 1901年5月10日 デュッセルドルフ - 1975年1月11日 ザルツブルク）は、ドイツ出身のヘルデン・テノール歌手。「マックス・ローレンツ」とも表記される。バイロイト音楽祭やベルリン、ドレスデンをはじめとするドイツ各地、ウィーン、コヴェント・ガーデン、メトロポリタン歌劇場、テアトロ・コロンなど、世界中でワーグナーをはじめとするドイツ・オペラ、ドイツ語圏内では（ドイツ語歌唱での）イタリア・オペラのドラマティックな役柄の劇的な歌唱で称賛された。

## 生涯
1901年にデュッセルドルフの精肉店の家庭に生まれる。音楽的な家庭環境ではなかったが、母親のサポートもあり、音楽の道を歩み始める。ケルンでMax Pauliに師事し、1920年代にベルリンでErnst Grenzebachの下で学ぶが、あまり将来を嘱望される歌手とは看做されていなかった。1927年にドレスデンで、『タンホイザー』のヴァルター・フォン・デア・フォーゲルヴァイデ役でデビューする。1929年からは、ベルリン国立歌劇場に所属し、同歌劇場の看板歌手となる。同年ウィーン国立歌劇場にもデビューし、以降1954年までの長い関係を築く。バイロイト音楽祭には、1933年から1954年まで参加し、ジークフリートをはじめとするワーグナー作品の主役として出演した。1931年から1934年、1947年から1950年には、メトロポリタン歌劇場でも、ほぼすべてのワーグナーの主要テノール役を歌う。コヴェント・ガーデンでは、1934年と1937年にエドワード8世の戴冠記念公演で、ライナー指揮の『さまよえるオランダ人』でエリックを歌っている。イタリアでも、ワーグナー演奏の伝統があるボローニャ市立歌劇場をはじめ、スカラ座、ローマ歌劇場、フィレンツェ五月音楽祭などに出演している。
1950年代以降は、『サロメ』のヘロデ王など、性格テノールの役での出演が多くなり、1960年にドレスデンでの『トリスタン』でワーグナー役に別れを告げ、1962年にウィーンでのヘロデ王で引退する。以降は、後進の指導に回り、1975年に亡くなった。
ナチス庇護下にあった戦前のバイロイト音楽祭の象徴的歌手であったが、1932年に結婚した妻のCharlotte Appelがユダヤ人であったため、ナチスから活動に対する妨害をたびたび受けた。当時のワーグナー家の当主であったヴィニフレート・ワーグナーは、バイロイト音楽祭にロレンツを起用しないでほしいとヒトラーから要請されたが、「ロレンツ抜きでは音楽祭が成立しない」としてこれを拒否し、ロレンツはその後も1944年までバイロイト音楽祭に出演することとなった。

## 評価
情熱的な歌唱スタイルによってワーグナーの諸役で活躍した。ルートヴィヒ・ズートハウスらと並んで20世紀前半を代表するヘルデン・テノールだと考えられている。

## 録音
1920年代から1950年代後半まで、多くの録音があるが、最大の遺産は絶頂期となる戦前のものである。当時の世界最先端のテープ録音技術で遺された『ワルキューレ第1幕』（1944年のドレスデンでのカール・エルメンドルフ指揮、1941年にアルトゥール・ローター指揮の抜粋版もある）、『神々の黄昏抜粋』、『トリスタンとイゾルデ全曲』、『リエンツィ抜粋』、『タンホイザー抜粋』それにフルトウェングラー指揮による1943年のバイロイト音楽祭での『マイスタージンガー』の実況録音などがある。ワーグナー以外では、リヒャルト・シュトラウスの80歳記念公演となる、1944年のベーム指揮の『ナクソス島のアリアドネ』でのバッカスの雄大で英雄的な歌唱が印象的である。